# Phryneta
Phryneta es un género de escarabajos longicornios de la subfamilia Lamiinae.
Las larvas se alimentan de la madera de una variedad de especies de árboles. Algunas especies son plagas, como Phryneta spinator que se alimenta de higueras, entre otras especies.

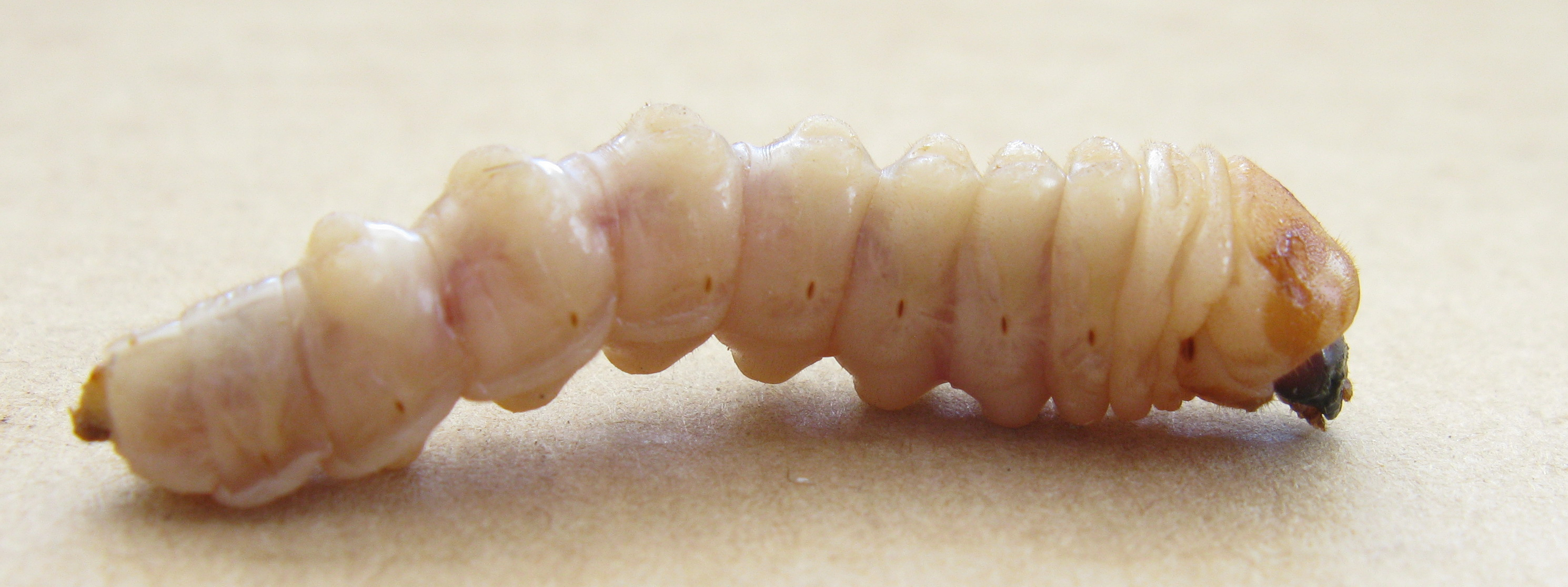
Phryneta spinator larva

## Especies
- Phryneta asmarensis Breuning, 1969
- Phryneta atricornis Fairmaire, 1893
- Phryneta aurivillii Hintz, 1913
- Phryneta aurocincta (Guérin-Méneville, 1832)
- Phryneta bulbifera (Kolbe, 1894)
- Phryneta coeca Chevrolat, 1857
- Phryneta conradti Kolbe, 1894
- Phryneta crassa Jordan, 1903
- Phryneta densepilosa Breuning, 1973
- Phryneta ellioti (Gahan, 1909)
- Phryneta elobeyana Báguena, 1952
- Phryneta ephippiata (Pascoe, 1864)
- Phryneta escalerai Báguena & Breuning, 1958
- Phryneta flavescens Breuning, 1954
- Phryneta hecphora Thomson, 1857
- Phryneta histrix Hintz, 1913
- Phryneta immaculata Hintz, 1911
- Phryneta leprosa (Fabricius, 1775)
- Phryneta luctuosa (Murray, 1870)
- Phryneta macularis Harold, 1879
- Phryneta marmorea (Olivier, 1792)
- Phryneta obesa (Westwood, 1845)
- Phryneta obliquata (Harold, 1878)
- Phryneta pallida Thomson, 1857
- Phryneta pulchra Tippmann, 1958
- Phryneta rufa Breuning, 1954
- Phryneta semirasa Dohrn, 1885
- Phryneta silacea Aurivillius, 1907
- Phryneta spinator (Fabricius, 1792)
- Phryneta verrucosa (Drury, 1773)